# Resolució 1999 del Consell de Seguretat de les Nacions Unides
La Resolució 1999 del Consell de Seguretat de les Nacions Unides, adoptada per unanimitat el 13 de juliol de 2011, va recomanar a la Assemblea General que admetés a la República de Sudan del Sud com a nou membre de l'Organització. La resolució 1999 es va produir pocs dies després de la proclamació de la independència del Sudan del Sud (9 de juliol) i de la seva immediata sol·licitud d'admissió.
La resolució va ser adoptada després d'una petició del president del sud del Sudan Salva Kiir Mayardit. Sudan del Sud es convertiria en el 193è membre de les Nacions Unides.